# Andreas Malessa

Andreas Malessa 2025

Andreas Malessa (* 10. Juli 1955) ist ein deutscher Hörfunkjournalist in der ARD, evangelisch-freikirchlicher Theologe, Sachbuchautor, Verfasser satirischer Kurzgeschichten, Referent und Moderator auf Veranstaltungen mit religiös-kulturellen, kirchlichen und sozialethischen Themen. 2015 schrieb er mit Hier stehe ich, es war ganz anders. Irrtümer über Luther einen Bestseller über den deutschen Reformator Martin Luther und korrigierte populäre Aussagen und Ereignisse.

## Leben
Malessa ist der älteste Sohn des Baptistenpastors Friedrich Malessa, er hat zwei jüngere Schwestern und wuchs in verschiedenen Städten Deutschlands auf, wo sein Vater jeweils Pastor war. 1970 entschied er sich nach einem Vortrag des CVJM-Sekretärs Wolfgang Dyck, einen Beruf zu wählen, der der Kommunikation des Evangeliums dienen sollte. 1972, im Alter von 17 Jahren, moderierte er seine erste wöchentliche Radiosendung. Von 1972 bis 1991 bildete er mit Arno Backhaus das Duo Arno & Andreas und veröffentlichte sechs LPs/CDs unter der musikalischen Leitung des Produzenten Dieter Falk. Nach dem Abitur 1974 studierte er am Theologischen Seminar Evangelisch-Freikirchlicher Gemeinden und an der Universität Hamburg Theologie, unter anderem bei Helmut Thielicke. 1980 wurde er ordinierter Pastor im Bund Evangelisch-Freikirchlicher Gemeinden, wo er für Jugendarbeit, Hörfunk und Fernsehen freigestellt wurde.
Er war von 1982 bis 2013 als Hörfunkjournalist für den Deutschlandfunk und Deutschlandfunk Kultur tätig und von 1991 bis 2015 als Dokumentarfilmer für den SWR Stuttgart. Seit 1998 produziert Malessa Radiofeature für den Hessischen Rundfunk im Programm hr2-kultur.
Als TV-Moderator bekannt wurde er durch Talk-Formate und Magazinsendungen wie Um Himmels Willen, Um Elf, Lebensfragen und Südwest Extra. Daneben moderierte er zwölf Jahre lang live jeden Sonn- und Feiertag die Songs um Acht (SWR 3).
2013 schrieb er mit dem norwegischen Komponisten und Chordirigenten Tore W. Aas das Gospelchor-Musical Amazing Grace. Die Historie des Liedes und seines Schöpfers, des Sklavenkapitäns und späteren Pfarrers John Newton, wurde insgesamt 112-mal aufgeführt.
2019 folgte zusammen mit den Komponisten Hanjo Gäbler und Christoph Terbuyken das Musical Martin Luther King – Ein Traum verändert die Welt, das bis zum März 2025 insgesamt 140.000 Zuschauer in 45 Aufführungen hatte.
Zur Bundestagswahl 2017 positionierte sich Malessa mit seinem Buch Als Christ die AfD unterstützen? gegen die Verbindung konservativer Evangelikaler mit der Neuen Rechten.

## Privates
Andreas Malessa ist seit 1978 mit seiner Frau Edeltraud verheiratet; er hat zwei erwachsene Töchter und lebt in Hochdorf bei Stuttgart.

## Veröffentlichungen (Auswahl)

### Sachbücher
- Der neue Sound. Christliche Popmusik – Geschichte und Geschichten, R. Brockhaus, Wuppertal 1980, ISBN 3-417-20297-3
- Freudigkeit und Glaubensfrucht. Ein frommdeutsches Wörterbuch, Oncken-Verlag, Kassel 1992. – Überarbeitete und erweiterte Ausgabe: Das frommdeutsche Wörterbuch. Jetzt verstehe ich die Christen!, ebd. 2002.
- Kleines Lexikon religiöser Irrtümer, Gütersloher Verlagshaus, Gütersloh 2006, ISBN 978-3-579-06513-7.
- Altherrensommer. Männer in der Drittlife-Krise, Gütersloher Verlagshaus, Gütersloh 2012, ISBN 978-3-579-06663-9.
- Hier stehe ich, es war ganz anders. Irrtümer über Luther (Illustrator: Thees Carstens), Hänssler Verlag, Witten 2015, ISBN 978-3-775-15610-3 (mehrere Auflagen unter gleicher ISBN).
- Als Christ die AfD unterstützen?, Brendow Verlag, Moers 2017, ISBN 978-3-86506-980-1.
- Einen Airbag für die Seele, bitte! Was tun gegen die Angst?, Brunnen Verlag, Gießen 2020, ISBN  978-3-7655-2098-3.
- 111 Bibeltexte, die man kennen muss, Deutsche Bibelgesellschaft, Köln 2021, ISBN 978-3-438-04836-3.
- Mann! Bin ich jetzt alt?! Zwischen Statusverlust und neuer Freiheit, Gerth Medien, Asslar 2021, ISBN 978-3-86334-313-2.

als Mitautor
- mit Ulrich Giesekus: Vergeben kann man nicht müssen. Weiterleben, wenn Unverzeihliches passiert. Reale Fälle, Brunnen Verlag, Gießen 2005, ISBN 3-7655-1352-0.
- mit Hanna Schott: Warum sind Sie reich, Herr Deichmann?, SCM R. Brockhaus, Wuppertal 2006, ISBN 3-417-24953-8.
- mit Ulrich Giesekus: Männer sind einfach, Brunnen Verlag, Gießen 2007.
- mit Nick Page: Lobpreis wie Popcorn?, SCM R. Brockhaus, Wuppertal 2008, ISBN 978-3-417-26233-9.
- mit Harald Orth: Kompliziert sind nur die anderen. 49 Impulse für heile Beziehungen, Brunnen Verlag, Gießen 2018, ISBN  978-3-7655-2089-1.

### Aufsätze
- Täglich vierfach balancieren. In: Die schnellen Botschafter, hrsg. von Klaus Wölfle, R. Brockhaus, Wuppertal 1989.
- Machtworte des Zeitgeistes: Spaß. In: Machtworte des Zeitgeistes, hrsg. von Klaus Hofmeister und Lothar Bauerochse, Echter Verlag, Würzburg 2001.
- Geil und geizig: Der Stolz. In: Todsünden als Gebot der Stunde, hrsg. von Klaus Hofmeister und Lothar Bauerochse, Echter Verlag, Würzburg 2004.
- Warum hat Lisa Krebs? In: Kinder brauchen Religion, hrsg. von Klaus Hofmeister und Lothar Bauerochse, Echter Verlag, Würzburg 2006.
- Es rauschten leis’ die Wälder: Heimattümelei. In: Wissen, wo man hingehört, hrsg. von Klaus Hofmeister und Lothar Bauerochse, Echter Verlag, Würzburg 2006.
- So kann ich glauben, dass ich geschaffen bin. In: Wie kann ich glauben?, hrsg. von Klaus Hofmeister und Lothar Bauerochse, Claudius Verlag, München 2009.
- Größe und Reife statt Sack und Asche. In: Beffchen, Bibel, Butterkuchen. Expedition ins evangelische Leben, hrsg. von Petra Schulze, Hansisches Druck- und Verlagshaus, Frankfurt 2009, ISBN 978-3-938704-85-1 (Edition Chrismon).
- Gott als Schöpfer. Bibel und Evolutionslehre? In: Religion und Gesellschaft. Zur Aktualität einer unbequemen Beziehung, hrsg. von Volker Bernius, Klaus Hofmeister und Peter Kemper, Verlag der Weltreligionen bei Insel-Suhrkamp, Berlin 2010, ISBN 978-3-458-72017-1.

### Erzählungen und Satiren
- Wir jungen Alten. Die Abenteuer des Franz Rudolf Frührentner, Kreuz-Verlag, Stuttgart 2000, ISBN 3-7831-1802-6.
- Rette sich, wer Rente kriegt, Kreuz-Verlag Stuttgart 2005, ISBN 3-7831-2615-0.
- Babylon ist überall. Pfarrer Gotthelfs gesammelte Sprachverwirrungen, Kreuz-Verlag, Stuttgart 2004, ISBN 3-7831-2384-4.
- Von Reklamationstag bis Frohenleichnam. Kalendersatiren, Gütersloher Verlagshaus, Gütersloh 2008, ISBN 978-3-579-07011-7.
- Was gibt’s da zu lachen? Advent und Weihnachten, mal so gesehen, Brunnen Verlag, Gießen 2009, ISBN 978-3-7655-1726-6.
- Mein Herz in Afrika. Ole Ronkei – Begegnung mit einem Massai, Gerth Medien, Aßlar 2010, ISBN 978-3-86591-406-4.
- Was gibt’s da zu feiern?!, Brunnen Verlag, Gießen 2015, ISBN 978-3-7655-0936-0.
- Eine Blume für Zehra: Liebe bis zu den Pforten der Hölle, bene! Verlag, München 2019, ISBN 978-3-9634-0036-0.
- Jede Falte hart erlacht. Humorgeschichten für die besten Jahre, Gerth Medien, Aßlar 2019, ISBN 978-3-95734-586-8.
- Am Anfang war die Floskel. Sie werden lachen – die Kirche meint's ernst, bene! Verlag, München 2022, ISBN 978-3-96340-151-0.
- Retro sind wir einfach cooler. Humorgeschichten von den jungen Alten, Gerth Medien, Asslar 2022, ISBN 978-3-95734-895-1; Podcast zu Buch.